# Método Kodály
O Método Kodály é uma metodologia pedagógica, desenvolvida com base no trabalho do educador e músico húngaro Zoltán Kodály, que hoje constitui a base de todo ensino musical na Hungria. Em 2016 o método foi inscrito pela UNESCO na lista do Património Cultural Imaterial da Humanidade.

## O trabalho de Kodály
De acordo com Kodály, o intelecto, as emoções e a personalidade de todas as pessoas podem ser desenvolvidas e trabalhadas através da música. Dessa forma, a música deveria ser acessível a todos, de maneira simples, porém  sem perder a qualidade musical. Para encontrar uma música que pudesse ser apreciada e executada por todas as pessoas que assim o quisessem, Kodály iniciou uma vasta pesquisa, que teve seu foco direcionado em especial para a música folclórica Húngara. Kodály acreditava que o estudo de música com as crianças devia partir das canções folclóricas e dos conhecimentos musicais que podiam ser explorados em seu estudo e  através dessas canções ir expandindo  o universo musical até alcançar a compreensão da literatura musical universal. O Método Kodály não foi escrito por Kodály e sim por seus seguidores, que utilizaram o material produzido por ele em suas pesquisas e práticas pedagógicas no campo do ensino da música.

## O canto

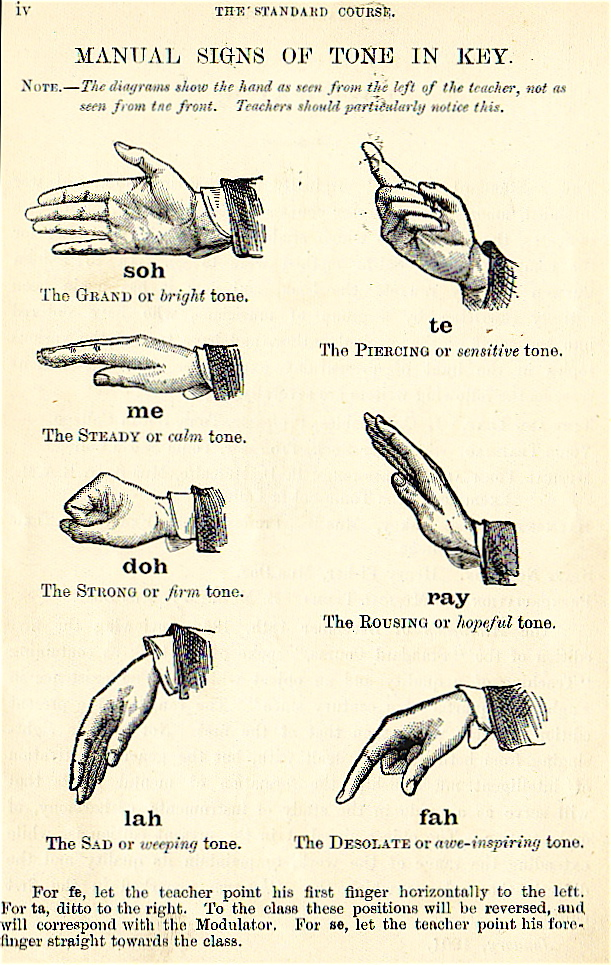
Representação de solfejo manual de Curwen. Esta versão inclui as tendências tonais e títulos interessantes para cada tom, é uma representação próxima à proposta do Método Kodály

O canto é a primeira etapa a ser trabalhada no método Kodály. O músico considerava o canto como fundamento da cultura musical pois a voz é o sinal mais imediato que nos comunica com a música, pois parte do próprio sujeito, que tem controle sobre ela. Por essa razão o método enfatiza o canto coral, não apenas como um meio de expressão musical e sim como um exercício para o desenvolvimento emocional e intelectual. A vivência do canto coral permite o contato com parâmetros musicais como a pulsação, o ritmo a forma e a melodia. Ao trabalhar o canto com as crianças, Kodály proporcionava uma vivência prazerosa da música, que poderia criar uma ligação entre a criança e a música, estimulando-a a buscar outras formas de expressão musical, como outros tipos de canto ou a vivência de uma música instrumental.
Esse prazer proporcionado pela música deve ser a tônica do ensino musical nesse método, e não  um exercício rotineiro e maçante que pode acabar por afastar a criança da música.
De acordo com as pesquisas de Kodály as crianças não conseguem ouvir nem reproduzir os semitons, por isso se utiliza do Dó móvel nas atividades de solfejo, chamadas solfejo relativo, onde o dó pode ser colocado em qualquer lugar da escala musical, e dando início a uma escala de cinco tons ascendentes a partir daí. A pentatônico é a ideal para aprender nesse método, pois nele não há a presença de  semitons. Depois de bem familiarizados com a escala pentatônica, os alunos terão maior facilidade em compreender a inclusão dos semitons e então reproduzi-los. Essas atividades de  solfejo baseadas na tônica já introduzem, desde cedo, o conceito de função harmônica, que poderá ser sistematizado mais tarde.

## Solfejo mímico
O Solfejo mímico ou manossolfa é uma associação de gestos manuais com a altura das notas. É uma atividade que se utiliza do corpo das crianças para a vivência musical, assim como foi feito por Dalcroze em seu método. Cada uma das cinco alturas do solfejo relativo recebe um sinal gestual e um nome (que pode ser o nome da nota musical). Esse gesto irá ser executado no espaço diante do corpo da pessoa, em cinco alturas diferentes. Essa atividade permite que as crianças visualizem a altura musical observando como as notas "sobem" ou "descem" enquanto cantam e gesticulam melodias ascendentes e descendentes.

## Notação musical
Ao realizar o registro das melodias, não é usada a pauta musical e sim um registro onde é escrito o nome da nota e respeita-se o tempo de duração dela deixando um espaço maior ou menor no quadro que a representa. Assim o ritmo e seus valores de tempo são vistos pela criança de maneira concreta, e elas podem criar verdadeiros quebra-cabeças ao criarem melodias, depois exercitando o solfejo ao executá-las.